# Fredric Fendrich
Fredric Fendrich (sinh ngày 27 tháng 1 năm 1988) là một cầu thủ bóng đá người Thụy Điển thi đấu cho Jönköpings Södra.